# Johann Heinrich Clasing

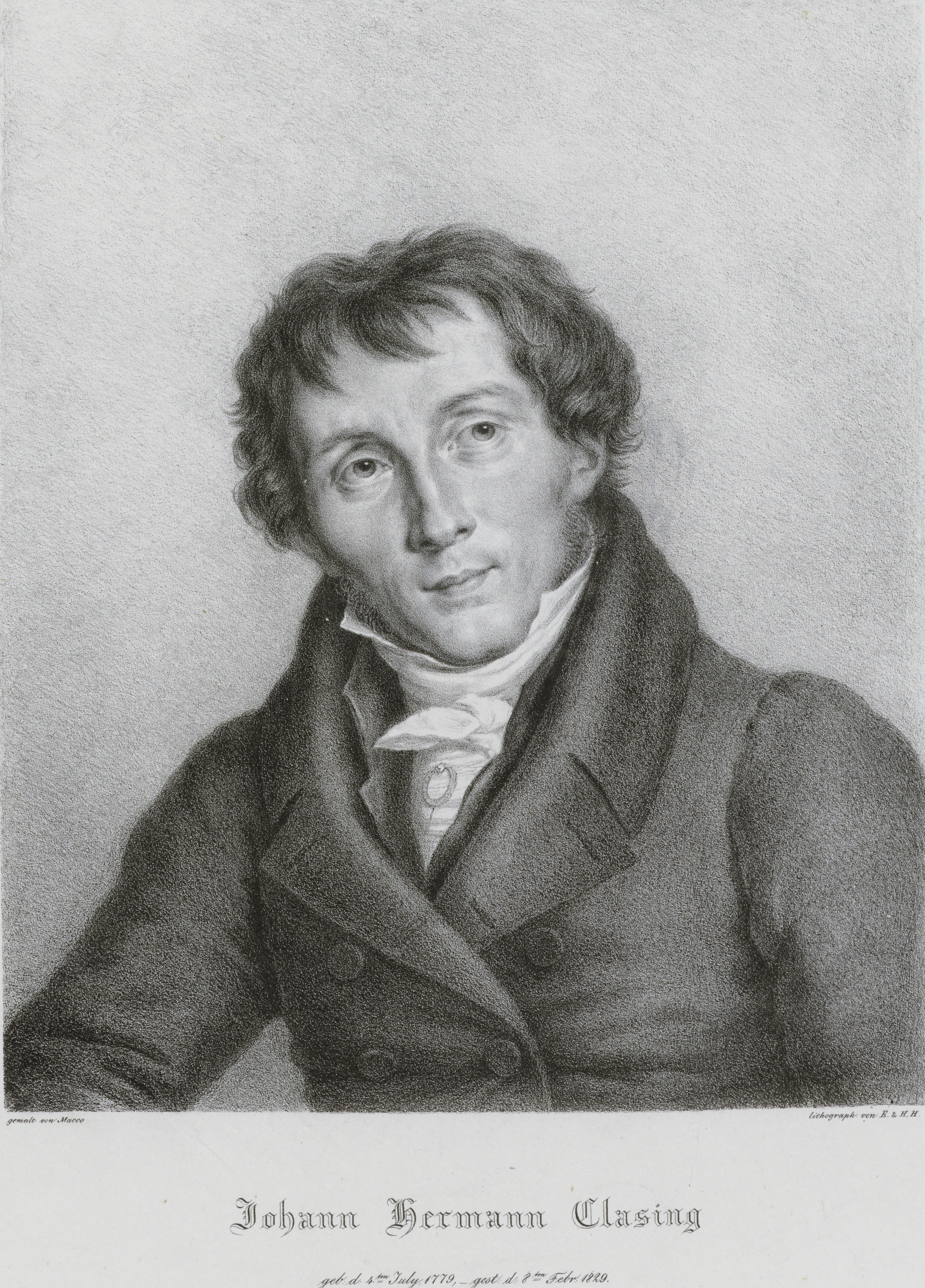
Johann H. Clasing, nach einem Gemälde von Alexander Macco.

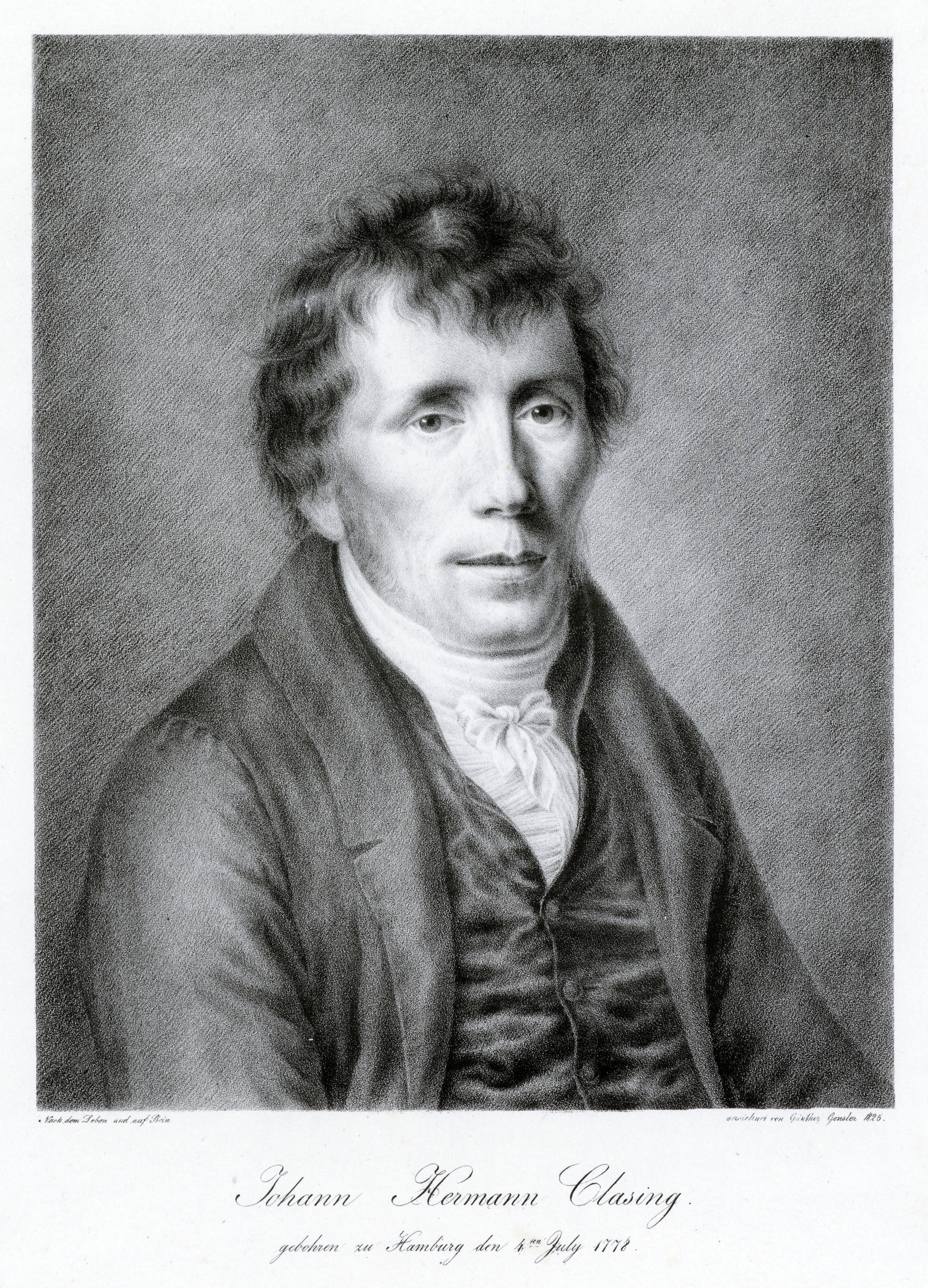
Johann H. Clasing, Lithographie von Günther Gensler nach einer Vorlage von Carl Friedrich Weidemann.

Johann Heinrich Clasing (* 4. Juli 1779 in Hamburg; † 8. Februar 1829 ebenda) war ein deutscher Pianist und Komponist.

## Leben
Auf alten Drucken wird sein Vorname zumeist mit den Initialen I.H. bzw. J.H. abgekürzt. Im Neuen Nekrolog der Deutschen für 1829 ist sein Name zu Johann Herrmann Clasing aufgelöst. Auf zwei zeitgenössischen Lithographien, die nicht datiert sind, von denen aber wenigstens eine offenbar aber erst nach Clasings Tod entstand bzw. mit einer Bildunterschrift versehen wurde, lautet der zweite Vorname ebenfalls jeweils Hermann. Sowohl der Vorname Heinrich, der ab Mitte des 19. Jahrhunderts in Nachschlagewerken zu finden ist, als auch Hermann könnten dementsprechend als Rückschluss aus den Initialen I.H. entstanden sein. In der zeitgenössischen Berichterstattung heißt es durchgehend Heinrich.
Clasing wirkte als Pianist, Komponist und Klavierlehrer in Hamburg. Er war Schüler von Anton Reicha und Paul Wineberger. 1816 gründete er gemeinsam mit Louise Reichardt einen Musik-Verein, der für die Pflege der Werke Georg Friedrich Händels große Bedeutung erlangte.

Sein Schaffen steht Johann Nepomuk Hummel stilistisch nahe.

## Werke
- Klaviersonate f-Moll op. 5
- 3 Rondos E-Dur, As-Dur und C-Dur op. 9
- Rondo op. 13
- Rondo d’une exécution facile für Klavier op. 13, Nr. 2 über die Romanze des Biscroma aus Antonio Salieris Oper Axur, re d’Ormus
- Fantasie und Rondo op. 14
- Fantasie für Klavier und Orchester E-Dur (einsätzig)
- Fantasie für Klavier und Orchester F-Dur (einsätzig)
- Fantasie für Klavier und Orchester D-Dur (einsätzig)